# Bibi Patma Corona
Bibi Patma Corona est une corona, formation géologique en forme de couronne, située sur la planète Vénus par -47° S et 302° E. Elle est localisée dans le quadrangle de Nepthys Mons. Elle a été nommée en référence à Bibi Patma, déesse turkmène des femmes. 

## Géographie et géologie
Bibi Patma Corona couvre une surface circulaire d'environ 450 km de diamètre. Cette formation fait partie des 59 coronae de plus de 400 km de diamètre sur la surface de Vénus.